# DJ MIKIO 飯島勲 今夜も一緒に語りましょう!
DKK プレゼンツ DJ MIKIO 飯島勲 今夜も一緒に語りましょう!（ディケイケイプレゼンツ ディージェーみきお いいじまいさお こんやもいっしょにかたりましょう）は、ニッポン放送が2021年1月3日から6月21日まで放送したトーク番組。

## 番組概要
2021年上半期番組編成で、ナイターオフ枠に編成した銀シャリが出演するバラエティ番組が終了した。当該放送枠に、DJ MIKIO こと 木更津送信所の施工を担当する電気興業の代表取締役社長である松澤幹夫と、松澤と知己の飯島勲が出演する番組を編成した。
番組構成は、松澤と飯島が放送回毎に設けられたトークを展開する。放談形式で収録し、番組後半は松澤の思い入れがある楽曲を流してエピソードトークを披露する。アシスタントの川口まゆはナレーションを担当する。飯島は、過去に報道番組、討論番組、討論バラエティ番組、自身の孫娘がファンであるももいろクローバーZの番組などに出演したが、冠レギュラー番組は初めて担当した。番組出演は「飯島個人として」請けた。

### 不祥事による打切り
2021年上半期番組編成でナイター未編成日の放送となった。2021年6月21日の放送は翌週の番組を告知するなど番組終了の告知は無かった。
6月22日にPRESIDENT Onlineは、松澤が同社女性社員に対してセクシャルハラスメント、被害女性に対する賠償金について同社と連帯債務する合意書締結、松澤と懇意の同社社外取締役へコンサルタント費用の不正支出に関する内部通報に対する人事異動、などの記事をジャーナリスト山口義正名義で配信した。
取材途上で電気興業は、松澤が名誉顧問（会長）へ異動して月額報酬30%相当額を3か月自主返納することを発表した。のちに松澤は名誉顧問を辞して完全に退くことを発表した。
番組は打ち切りとなりradikoタイムフリー視聴は不可となった。2021年下半期番組編成で同枠の実質つなぎ番組である後継番組として、同局アナウンサー箱崎みどりの初冠番組を開始した。

## 出演者

### パーソナリティ
- DJ MIKIO（松澤幹夫）（当時：DKK（電気興業株式会社）代表取締役社長→取締役会長）
- 飯島勲（松本歯科大学歯学部特任教授、内閣官房参与、元小泉純一郎内閣総理大臣秘書官）

### アシスタント
- 中村こずえ（フリーアナウンサー、元TOKYO FMアナウンサー） - 2021年6月21日

- 川口まゆ（DKK（電気興業株式会社）社長秘書兼総務部広報課社員、元三重テレビアナウンサー） - 2021年1月3日 - 6月14日

## 放送時間
※JST表記

### 終了時点
- 月曜 18:50 - 19:20 - 2021年3月29日 - 2021年6月21日

### 過去
- 日曜 20:00 - 20:30 - 2021年1月3日 - 3月28日

### 放送時間変更等
2021年
- 2月21日：2月聴取率調査週間時編成のため、ニッポン放送のみ『NEWSのオールナイトニッポンPremium』（17:40 - 21:20）編成、伴い番組休止。3月29日放送分で当該放送回を再放送扱として編成。
- 6月14日：6月聴取率調査週間時編成のため、ニッポン放送のみ『明石家さんま オールニッポン お願い!リクエスト ～“漁港の肉子ちゃん”公開記念!サイコウ家族・サイテー家族～』（18:00 - 21:50）編成に伴い、番組休止。

## ネット局
放送時間の早い順に記載
| 放送対象地域 | 放送局         | 放送日時           | 時差     |
| ------------ | -------------- | ------------------ | -------- |
| 関東広域圏   | ニッポン放送   | 月曜 18:50 - 19:20 | 制作局   |
| 近畿広域圏   | 朝日放送ラジオ | 月曜 18:30 - 19:00 | 20分先行 |
| 広島県       | 中国放送       | 土曜 23:00 - 23:30 | 5日遅れ  |
| 長野県       | 信越放送       | 日曜 19:00 - 19:30 | 6日遅れ  |
| 宮城県       | 東北放送       | 日曜 21:30 - 22:00 | 6日遅れ  |
| 中京広域圏   | 東海ラジオ     | 日曜 21:30 - 22:00 | 6日遅れ  |
| 福岡県       | 九州朝日放送   | 日曜 22:30 - 23:00 | 6日遅れ  |
| 北海道       | STVラジオ      | 日曜 23:00 - 23:30 | 6日遅れ  |